# Microstylum vulcan
Microstylum vulcan là một loài ruồi trong họ Asilidae. Microstylum vulcan được Bromley miêu tả năm 1928. Loài này phân bố ở miền Ấn Độ - Mã Lai.